# لرتا یانگ
لرتا یانگ (انگلیسی: Loretta Young؛ زاده ۶ ژانویهٔ ۱۹۱۳ درگذشته ۱۲ اوت ۲۰۰۰) هنرپیشه اهل ایالات متحده آمریکا بود. وی بین سال‌های ۱۹۱۷ تا ۲۰۰۰ میلادی فعالیت می‌کرد.

## زندگی‌نامه
با نام تولد گرتچن یانگ (به انگلیسی: Gretchen Young) در ۶ ژانویهٔ ۱۹۱۳ در سالت‌لیک‌سیتی، یوتا زاده شد وی پیرو کلیسای کاتولیک بود.

## زندگی خصوصی
- گرانت ویثرز (ازدواج ۱۹۳۰–۱۹۳۱; annulled)
- تام لوئیس (ازدواج ۱۹۴۰–۱۹۶۹; طلاق) فرزندان: کریستوفر، جودی و پیتر
- ژان لوئی (ازدواج ۱۹۹۳–۱۹۹۷; مرگش)

## درگذشت
یانگ بر اثر بیماری سرطان تخمدان در ۱۲ اوت ۲۰۰۰ در سن ۸۷ سالگی در لس آنجلس، کالیفرنیا درگذشت گورستان صلیب مقدس کولور سیتی، کالیفرنیا به خاک سپرده شد.

## گزیده فیلم‌شناسی
- نمایش نمایش‌ها (۱۹۲۹)
- قاتل حرفه‌ای (۱۹۳۲)
- تاکسی! (۱۹۳۲)
- ازدواج آخر هفته (۱۹۳۲)
- خانه روتشیلت (۱۹۳۴)
- شانگهای (۱۹۳۵)
- آوای وحش (۱۹۳۵)
- کلایو هند (۱۹۳۵)
- جنگ‌های صلیبی (۱۹۳۵)
- کنتاکی (۱۹۳۸)
- سوئز (۱۹۳۸)
- چهار مرد و یک نیت خیر (۱۹۳۸)
- چین (۱۹۴۳)
- بازگشت طولانی جونز (۱۹۴۵)
- غریبه (۱۹۴۶)
- زن اسقف (۱۹۴۷)
- دختر کشاورز (۱۹۴۷)
- به اصطبل بیا (۱۹۴۹)

## جوایز
- جایزه اسکار بهترین بازیگر نقش اول زن در بیست و دومین دوره (۱۹۴۷)
- جایزه گلدن گلوب بهترین بازیگر نقش زن برای سریال کوتاه یا فیلم تلویزیونی در چهل و چهارمین دوره (۱۹۸۷)
- جایزه امی ساعات پربیننده برای بهترین بازیگر زن در مجموعه درام (۱۹۵۴)
- جایزه امی ساعات پربیننده برای بهترین بازیگر زن در مجموعه درام (۱۹۵۶)
- جایزه امی ساعات پربیننده برای بهترین بازیگر زن در مجموعه درام (۱۹۵۹)